# Liana Mesa Luaces
Liana Mesa Luaces (* 26. Dezember 1977 in Camagüey) ist eine kubanische Volleyballspielerin.

## Karriere
Mesa spielte in Italien bei Asystel Novara. Mit der kubanischen Nationalmannschaft wurde sie 1998 in Japan Weltmeister. Bei den Olympischen Spielen 2004 gewann sie Bronze und wurde vier Jahre später beim Turnier in Peking schließlich Vierte. In der Saison 2009/10 spielte die Diagonalangreiferin bei OK Roter Stern Belgrad. Nach einer längeren Pause wurde sie 2011 vom deutschen Bundesligisten Rote Raben Vilsbiburg verpflichtet, wo sie 2017 ihre Karriere beendete.